# 横須賀市立沢山小学校
横須賀市立沢山小学校（よこすかしりつ さわやましょうがっこう）とは、神奈川県横須賀市東逸見町にある、市立小学校。

## 沿革
- 1911年（明治44年）11月 - 尋常逸見小学校（現在の横須賀市立逸見小学校）から分離、尋常沢山小学校として開校[1]。
- 1923年（大正12年） - 横須賀市沢山尋常小学校に改称。
- 1941年（昭和16年） - 国民学校令により横須賀市沢山国民学校に改称。
- 1947年（昭和22年） - 学制改革により現校名に改称。

## 通学区域
2014年度は以下の通りである。
- 東逸見町2丁目～4丁目
- 逸見が丘

## 進学先中学校
本校の通学区域がそれとなっているのは横須賀市立坂本中学校である。
また、公立学校選択制により以下の学校に通うことができる。
- 横須賀市立不入斗中学校
- 横須賀市立田浦中学校
- 横須賀市立池上中学校
- 横須賀市立衣笠中学校

## 交通
- 京浜急行電鉄本線逸見駅より徒歩10分